# Dokumentförstörare

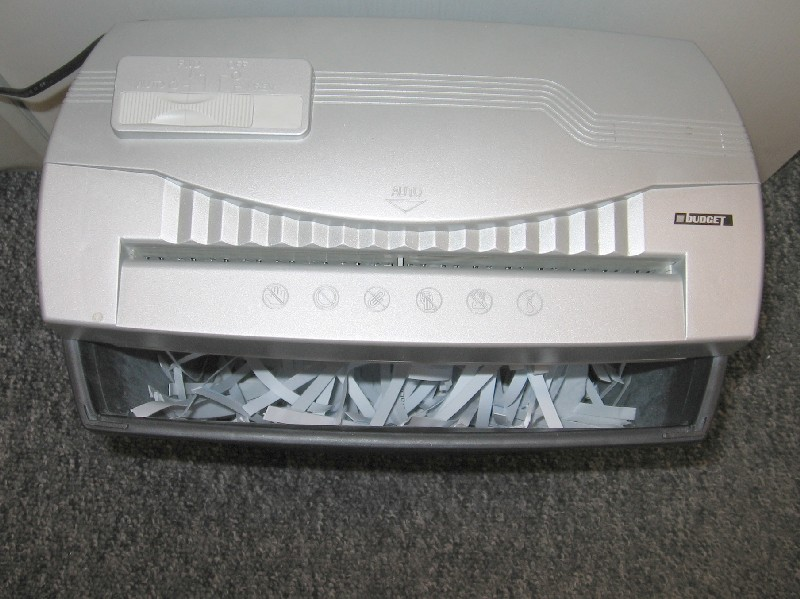
En elektrisk dokumentförstörare.

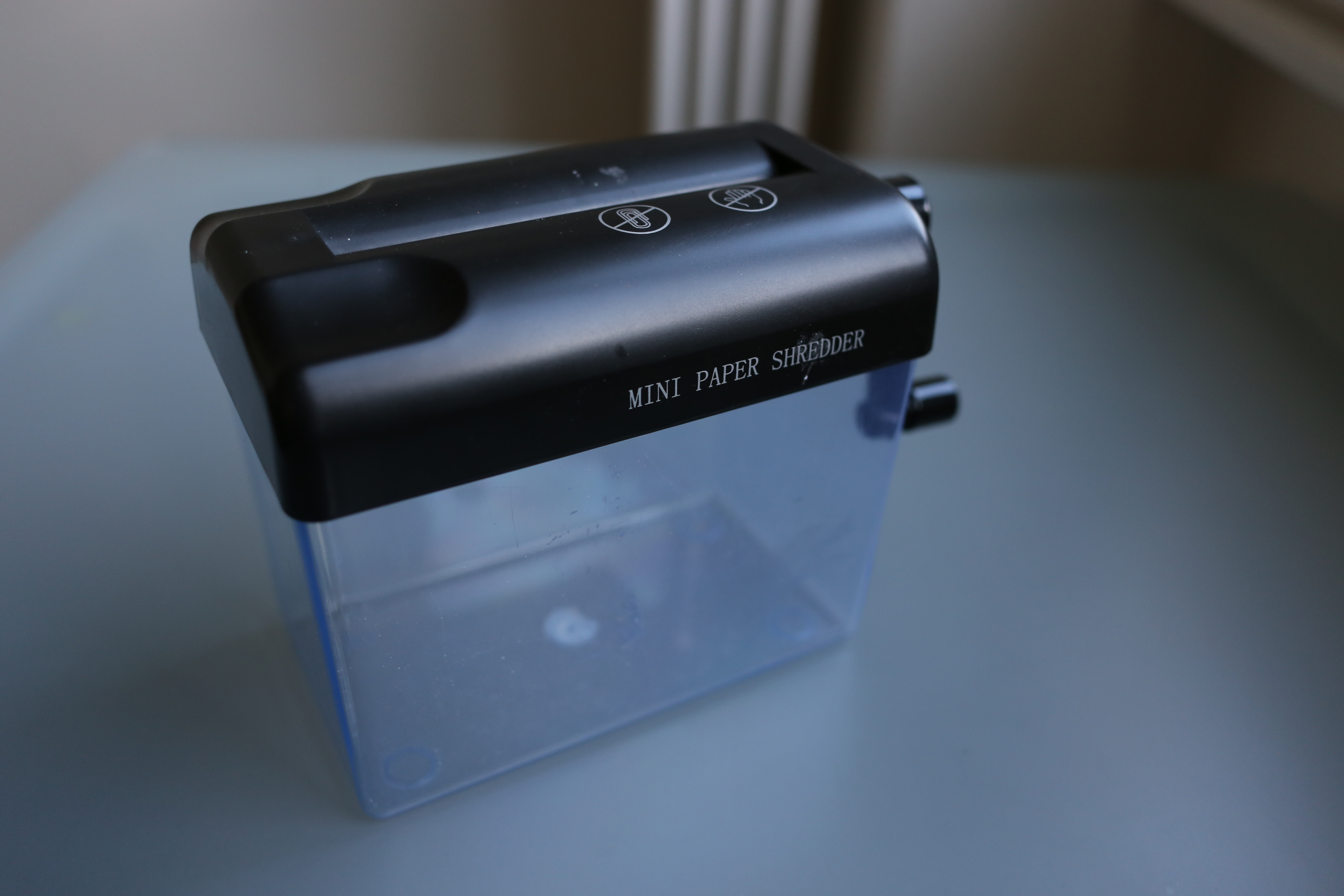
En mindre dokumentförstörare med vev.

Dokumentförstörare är en kontorsmaskin som strimlar pappersdokument för att göra dem oläsbara. I början var dokumentförstörare utrustade med vev, men under 2000-talet är många elektriska. De mindre modellerna är avsedda för kvitton och liknande.
Uppfinningen tillskrivs amerikanen Abbot Augustus Low som patenterade en typ av returpappersbehållare, men han avled kort efter att han lämnade in patentet 1909 och den producerades aldrig. Istället var det tysken Adolf Ehinger som lanserade den första dokumentförstöraren i Tyskland 1935. Den var baserad på en vevbar pastamaskin.
Sex olika säkerhetsklasser finns, i klass 1-3 strimlas papperet, i klass 3-6 används så kallad crosscut. Ju högre säkerhetsklass desto smalare/kortare strimlor/spån.

## Typer
Dokumentförstörare varierar i storlek och pris. Små, billiga enheter är utformade för ett visst antal sidor. Stora, dyra apparater används av kommersiella dokumentförstöringstjänster och kan förstöra miljontals dokument per timme. Även om de minsta dokumentförstörarna kan drivas för hand är de flesta dokumentförstörare elektriska dokumentförstörare. 

### Mobil fragmenteringsmaskin
Stora organisationer eller dokumentförstöringstjänster använder ibland "mobila dokumentförstörare", som vanligtvis är en skåpbil med en industriell pappersförstörare monterad inuti och lagringsutrymme för strimlat material. Sådana enheter kan också strimla CD-skivor, DVD-skivor, hårddiskar, kreditkort och uniformer, bland annat.

### Kiosks
"Shredder Kiosk" är en automatiserad varuautomat (eller kiosk) som ger tillgång till en kommersiell eller industriell pappersförstörare. Detta är en alternativ lösning till att använda en dokumentförstörare för privat bruk eller på kontoret, där människor kan använda en snabbare och kraftfullare dokumentförstörare genom att betala för varje dokumentförstöring i stället för att köpa dokumentförstöringsutrustning. 

### Tjänster
Vissa företag lägger ut dokumentförstöring på entreprenad till "dokumentförstöringstjänster". Dessa företag strimlar antingen dokument på plats med mobila dokumentförstörare eller har sina egna dokumentförstöringsmaskiner. 

## Återvinning av avfall
Det strimlade papperet kan återvinnas på flera olika sätt, t.ex:
- Djurbäddar - för att skapa varma och bekväma bäddar för djur
- Utfyllnad av tomrum och förpackningar - Utfyllnad av tomrum i godstransporter
- Briketter - ett alternativ till icke-förnybara bränslen
- Isolering - Strimlat tidningspapper blandat med brandhämmande kemikalier och lim för att skapa ett isoleringsmaterial som sprutas på innerväggar och lägre tak[9][10]

## Strimlor
- Säkerhetsklass 1: skärbredd under 12 mm
- Säkerhetsklass 2: skärbredd: under 6 mm
- Säkerhetsklass 3: skärbredd: under 2 mm

## Crosscut
- Säkerhetsklass 3: spånbredd: under 4 mm spånlängd: under 80 mm
- Säkerhetsklass 4: spånbredd: under 2 mm spånlängd: under 15 mm
- Säkerhetsklass 5: spånbredd: under 0,8 mm spånlängd: under 13 mm
- Säkerhetsklass 6: spånbredd: under 1 mm spånlängd: under 5 mm